# Flugplatz Neuhausen ob Eck

i7
i11
i13
Der Sonderlandeplatz Neuhausen ob Eck (ICAO-Code: EDSN) liegt westlich von Neuhausen ob Eck, rund 6,5 Kilometer östlich von Tuttlingen im baden-württembergischen Landkreis Tuttlingen in Deutschland.
Er wurde 1936 als Militärflugplatz in Betrieb genommen und bis 1994 als Militär- und Flugplatzgelände der Heeresflieger genutzt (Ehemalige Kennung als Heeresflugplatz: EDPH). Heute befindet sich auf einem Teil des Geländes der take-off GewerbePark, außerdem ist der ehemalige Flugplatz Veranstaltungsort des jährlichen Southside Festivals.

## Lage
Der Flugplatz liegt auf einer Höhe von rund 807 m ü. NHN, zwischen dem Oberen Donautal und dem Bodensee. Das umzäunte Gelände befindet sich in Verlängerung der Tuttlinger Straße, der Neuhausener Ortsdurchfahrt, direkt an der Kreisstraße 5945 (bis 2011 Bundesstraße 311) von Ulm nach Geisingen.
Der größte Teil des Flugplatzgeländes liegt auf Neuhauser Gemarkung, wobei sich der nordwestliche Teil mit 26 Hektar auf der Gemarkung des Tuttlinger Stadtteils Nendingen befindet.

## Geschichte
Ende der 1950er Jahre wurden vom Landesamt für Geologie Versickerungsversuche unternommen. Sie sollten zeigen, ob etwaige giftige Abwässer die Trinkwasserversorgung gefährden. Am 2. Dezember 1958 wurden 100 Kubikmeter Wasser mit 36 Kilogramm Uranin, einem intensiv grünen Farbstoff, versetzt und auf dem Gelände des Flugplatzes versickert. Der Versuch verlief erfolgreich: 166 Stunden später trat das Grünwasser erstmals im Aachtopf (Luftlinie etwa 14 Kilometer) wieder zutage.

### Militärische Nutzung
Bis 1994 waren in der Ludwig-Erhard-Kaserne das Heeresfliegerregiment 20 sowie die zur 10. Panzerdivision gehörende Heeresfliegerstaffel 10 mit Hubschraubern vom Typ Bell UH-1D und BO105 sowie die Feldjägerausbildungskompanie 750 stationiert.

### Zivile Nutzung
Nach der Auflösung des Standorts erwarb 1997 der im selben Jahr dazu gegründete Zweckverband Gewerbepark Neuhausen ob Eck/Tuttlingen das 143 Hektar große Gelände. Das interkommunale Projekt der Stadt Tuttlingen und der Gemeinde Neuhausen ob Eck erhielt 2000 den Namen „take-off GewerbePark“. Innovative Unternehmen der Medizintechnik bilden eine besondere Zielgruppe im Leistungsangebot des Gewerbeparks. Es ließen sich bereits 65 Unternehmen mit rund 700 Mitarbeitern im take-off GewerbePark nieder (Stand: September 2011).

## Flugplatzanlagen
Neuhausen ob Eck hat die Zulassung für Flugzeuge bis 20.000 kg. Seit Jahresende 2001 verfügt der Sonderlandeplatz über einen Hangar (Abstellhalle) mit insgesamt 15 Boxen für Flugzeuge der Kategorie A. Weitere Abstellmöglichkeiten bestehen auf dem Vorfeld des Towers. Es besteht die Möglichkeit zur Betankung mit Jet A1 oder Avgas 100LL.